# Herbert Stein (Ökonom)
Herbert Stein (* 27. August 1916 in Detroit, Michigan; † 8. September 1999 in Washington, D.C.) war ein US-amerikanischer Wirtschaftswissenschaftler, der auch Vorsitzender des Council of Economic Advisers war.

## Leben
Nach dem Schulbesuch studierte Stein, Sohn eines Einwanderers aus Osteuropa, der als Maschinist bei Ford in Detroit arbeitete, am Williams College und erwarb dort 1935 einen Bachelor of Arts (B.A.). Im Anschluss absolvierte er ein postgraduales Studium der Wirtschaftswissenschaft an der University of Chicago und erhielt dort 1938 einen Philosophiae Doctor (Ph.D. Economics). Zu seinen Professoren gehörten bekannte Vertreter der Chicagoer Schule wie Frank Knight, Jacob Viner und Henry Calvert Simons. Darüber hinaus war er Mitglied der akademischen Gesellschaft Phi Beta Kappa sowie des Cosmos Club in Washington.
Zwischen 1947 und 1969 war er Mitarbeiter des Committee for Economic Development (CED), einer überparteilichen Denkfabrik, sowie zuletzt von 1959 bis 1969 dessen Forschungsdirektor. 1969 wurde Stein Mitglied des Council of Economic Advisers und war zuletzt von Januar 1972 bis August 1974 als dessen Vorsitzender einer der engsten wirtschaftspolitischen Berater von Präsident Richard Nixon.
Nach seinem Ausscheiden aus dem Regierungsdienst wurde er 1974 A. Willis Robertson Professor of Economics an der University of Virginia und lehrte dort bis 1984. Stein arbeitete auch für die Tageszeitung The Wall Street Journal, das American Enterprise Institute (AEI) sowie die American Association of Retired Persons (AARP).
1983 wurde Stein in die American Academy of Arts and Sciences gewählt. Ihm zu Ehren wurde The Herbert Stein Public Service Award der National Association of Business Economics benannt, den er selbst als Erster im Jahr 2000 posthum erhielt.
Sein Sohn Ben Stein ist Rechtsanwalt, Schauspieler sowie ein bekannter Spielshow-Moderator.

## Veröffentlichungen
- The Fiscal Revolution in America (1969)
- Presidential Economics: The Making of Economic Policy From Roosevelt to Reagan and Beyond (1984)
- Washington Bedtime Stories: The Politics of Money and Jobs (1986)
- Tax Policy in the Twenty-First Century (1988)
- Governing the $5 Trillion Economy: A Twentieth Century Fund Essay (1989)
- On the Other Hand... Reflections on Economics, Economists and Politics (1995)
- What I Think: Essays on Economics, Politics, and Life (1999)